# یوبیلینی، اوبلاست مسکو
شهر یوبیلینی، اوبلاست مسکو (به روسی: Юбилейный) در کشور روسیه و در اوبلاست مسکو واقع شده‌است.